# Dick Ploog
Richard Francis „Dick” Ploog (ur. 27 listopada 1936 w Ballarat, zm. 14 lipca 2002 w Geelong) – australijski kolarz torowy, brązowy medalista olimpijski oraz brązowy medalista mistrzostw świata.

## Kariera
Pierwszy sukces w karierze Dick Ploog osiągnął w 1954 roku, kiedy na igrzyskach Imperium Brytyjskiego i Wspólnoty Brytyjskiej w Vancouver zwyciężył w wyścigu na 1 km. Na rozgrywanych dwa lata później igrzyskach olimpijskich w Melbourne zdobył brązowy medal w sprincie indywidualnym, wyprzedzili go jedynie Francuz Michel Rousseau i Włoch Guglielmo Pesenti. Kolejne dwa medale zdobył w 1958 roku: na igrzyskach Imperium Brytyjskiego i Wspólnoty Brytyjskiej w Cardiff był najlepszy w sprincie, a na torowych mistrzostwach świata w Paryżu w tej samej konkurencji był trzeci, ulegając jedynie dwóm Włochom: Valentino Gasparelli i Sante Gaiardoniemu.